# 上田丸子電鉄モハ4360形電車
上田丸子電鉄モハ4360形電車（うえだまるこでんてつモハ4360がたでんしゃ）は上田交通の前身、上田丸子電鉄の丸子線で使用されていた通勤形電車で、元は東急デハ3100形を出自とする車両である。

## 車両来歴
1926年に藤永田造船所で製造された目黒蒲田電鉄→東京横浜電鉄モハ100形101 - 112を出目としている。製造当初は目黒蒲田電鉄（東急目蒲線の前身、現在は東急目黒線・東急多摩川線に分割）車籍であったが翌1927年に東京横浜電鉄に転籍している。1942年の東京急行電鉄（大東急）発足によりデハ3100形3101 - 3112と改番している。
新造当時は全長15メートル・窓配置1D6D6D1の一段下降式の側窓、集電装置はパンタグラフとダブルポールで、半鋼製電車でありながらトラス棒を装着していたが、後の更新で窓配置が2D5D5D2に変更、側窓が2段上昇式となりダブルホール・トラス棒が撤去されている。また、3101- 3109は全長が16メートルに延長され、半室両運転台の全室片運転台化も行われ、昇圧の際にサハ化された。1958年に東急は上田丸子電鉄の増資分を肩代わりした事により、同社を系列企業に入れた。この縁で両運のままサハ化されていなかった未改造の3110 -3112が上田丸子に譲渡される事になった。入線させるにあたり、扉の位置を変更する改造が行われている。

## 上田丸子譲受後のモハ4360形
モハ4360形は改造工事の折に車内の照明を蛍光灯に切り替えている。これは上田丸子電鉄では史上初であった。それまでは白熱灯による直接照明が主流であったが就役を機に車内照明を蛍光灯に切り替えていったのである。
上田丸子入線以来ずっと丸子線で使用された。運行形態は単行のみで重連運転はなかった。そして1969年4月19日の同線廃止時のさよなら運転の花列車に当てられている。運用離脱後、台車が上田交通モハ5370形電車に流用され1970年8月8日に3両揃って廃車になった。モハ4361は車体が民間に払い下げされた。ちなみに上田交通の電車の蛍光灯化が完了したのは1980年代に入ってからであった。